# 合成地名
合成地名（ごうせいちめい）とは、2つ以上の地名から、その一部を取り合わせて作った新地名のことである。漢字文化圏によく見られる。

## 概要
日本では、市町村合併や土地区画整理により多くの合成地名が生まれた。合成地名には平成の大合併だけでなく、明治時代から昭和時代にかけて誕生したものもあるため、その地名ができてから長い年月が経っていて、そもそも合成地名であると知られていない場合も存在する。市町村合併時にどちらの地名を用いるか論争になった際に妥協案として作られたものが多い。
複数の地域の総称として、数を表す言葉を用いて作られた地名も合成地名の一種として分類されることもある。例としては、陸前国・陸中国・陸奥国にまたがる三陸海岸、6つの大字が分立してできた群馬県の六合村（現・中之条町）などがある。
また東京都国立市（旧：北多摩郡谷保村）のように、地名より先に鉄道の合成駅名（国分寺駅と立川駅の間に開設されたため、両駅から1字ずつ取って国立駅と命名）が作られ、その後町制・市制施行の際、合成駅名がそのまま合成地名として採用された例もある。
一部の地名研究家などからは「伝統的な地名の破壊につながる」という批判もある。
合成地名の具体例は、「日本の合成地名一覧」を参照。

## 台湾
- 新北市
  - 中和区＝中坑庄＋漳和庄[3]
- 台南市
  - 中西区＝中区＋西区[4]
  - 龍崎区＝龍船庄＋崎頂庄[5]
  - 南化区＝南庄＋新化南里[6]
- 花蓮県
  - 寿豊郷＝寿庄＋豊田村[7]

## 中国
- 河北省
  - 隆堯県＝隆平県＋堯山県[8]
  - 平山県＝西平県＋房山県[9]
- 山西省
  - 万栄県＝万泉県＋栄河県[10]
  - 臨猗県＝臨晋県＋猗氏県[11]
  - 襄汾県＝襄陵県＋汾城県[12]
  - 清徐県＝清源県＋徐溝県
  - 陽高県＝陽和衛＋高山衛[13]
  - 天鎮県＝天成衛＋鎮虜衛[14]
  - 左雲県＝大同左衛＋雲川衛[15]
  - 右玉県＝大同右衛＋玉林衛[16]
- 内蒙古自治区
  - 呼倫貝爾市＝呼倫湖＋貝爾湖
  - 烏海市＝烏達区＋海勃湾区[17]
  - 豊鎮市＝豊川衛＋鎮寧所[18]
  - 達爾罕茂明安連合旗＝達爾罕旗＋茂明安旗[19]
  - 正鑲白旗＝正白旗＋鑲白旗[20]
- 遼寧省
  - 盤錦市＝盤山県＋錦県（国営盤錦葦場に由来、争議あり）
  - 建昌県＝建徳郡＋昌黎郡[21]
- 吉林省
  - 大安市＝大賚県＋安広県[22]
  - 通楡県＝開通県＋瞻楡県[23]
  - 鎮賚県＝鎮東県＋賚北県[24]
  - 双遼市＝双山県＋遼源県[25]
- 黒龍江省
  - 遜克県＝遜河県＋奇克県[26]
  - 孫呉県＝孫姓＋呉姓（人名組合）
- 山東省
  - 淄博市＝淄川県＋博山県[27]
  - 濰坊市＝濰城鎮＋坊子鎮[28]
  - 高青県＝高苑県＋青城県[29]
  - 李滄区＝李村鎮＋滄口区[30]
- 江蘇省＝江寧府＋蘇州府[31]
  - 連雲港市＝連島＋雲台山（連雲港港の旧名「連雲港」に由来）[32]
  - 灌雲県＝灌河＋雲台山[33]
- 浙江省
  - 南潯区＝南林＋潯渓（南潯鎮に由来）[34]
  - 嵊泗県＝嵊山＋泗礁山
  - 雲和県＝浮雲郷＋元和郷[35]
- 安徽省＝安慶府＋徽州府[36]
  - 安慶市＝同安郡＋徳慶軍[37]
  - 東至県＝東流県＋至徳県[37]
- 江西省
  - 章貢区＝章水＋貢水[38]
  - 宜黄県＝宜水＋黄水[39]
- 福建省＝福州＋建州[40]
  - 三明市＝三元県＋明渓県[41]
  - 寧徳市＝寧川＋感徳場
  - 龍海市＝龍渓県＋海澄県[42]
  - 建甌市＝建安県＋甌寧県[43]
  - 福清市＝永福里＋清源里[44]
  - 翔安区＝翔風里＋民安里[45]
  - 閩侯県＝閩県＋侯官県[46]
  - 将楽県＝将渓＋楽野宮[47]
  - 周寧県＝周墩特種区＋寧徳県[48]
- 河南省
  - 蘭考県＝蘭封県＋考城県（蘭封県＝蘭陽県＋儀封県）[49]
  - 原陽県＝原武県＋陽武県[50]
- 湖北省
  - 武漢市＝武昌市＋漢口市＋漢陽県[51]
- 湖南省
  - 新邵県＝新化県＋邵陽県[52]
  - 江永県＝江華県＋永明県[53]
- 広東省
  - 番禺区＝番山＋禺山（争議あり）[54]
  - 金平区＝金園区＋昇平区（金園区＝金砂区＋公園区）[55]
  - 封開県＝封川県＋開建県[56]
  - 平遠県＝武平県＋安遠県[57]
- 広西壮族自治区
  - 崇左市＝崇善県＋左県[58]
  - 扶綏県＝扶南県＋綏淥県[59]
  - 平果県＝平治県＋果徳県[60]
  - 馬山県＝那馬県＋隆山県[61]
  - 徳保県＝敬徳県＋天保県[62]
  - 田林県＝田西県＋西林県[63]
  - 隆林各族自治県＝西隆県＋西林県[63]
- 四川省
  - 自貢市＝自流井＋貢井[64]
  - 成華区＝成都県＋華陽県
  - 筠連県＝筠州＋連州[65]
  - 松潘県＝松州衛＋潘州衛[66]
- 貴州省
  - 六盤水市＝六枝特区＋盤県特区＋水城特区[67]
  - 清鎮市＝威清衛＋鎮西衛
  - 長順県＝長寨県＋広順県[68]
  - 平塘県＝平舟県＋大塘県[69]
  - 三都水族自治県＝三合県＋都江県[70]
  - 従江県＝永従県＋下江県[71]
  - 台江県＝台拱県＋丹江県[72]
  - 丹寨県＝丹江県＋八寨県[73]
  - 施秉県＝巴施山＋秉渓
- 雲南省
  - 水富県＝水川公社＋水東公社＋安富公社[74]
  - 華寧県＝華蓋山＋寧寿寺[75]
  - 寧蒗彝族自治県＝永寧土知府＋蒗蕖土知府[76]
- 陝西省
  - 商洛市＝商県＋上洛県[77]
  - 丹鳳県＝丹江＋鳳冠山[78]
  - 三原県＝孟侯原＋豊原＋白鹿原（三“原”）[79]
- 甘粛省＝甘州＋粛州[80]
  - 金昌市＝金川鎮＋永昌県[81]
- 新疆維吾爾自治区
  - 米東区＝米泉市＋東山区[82]

## 韓国
- 釜山広域市
  - 蓮堤区＝蓮山洞＋巨堤洞[83]
- 大田広域市
  - 大徳区＝大田郡＋懐徳郡[84]
- 京畿道
  - 高陽市＝高峰県＋徳陽県[85]
  - 楊平郡＝楊根郡＋砥平郡[86]
- 忠清南道／忠清北道＝忠州＋清州（旧忠清道）[87]
  - 洪城郡＝洪州郡＋結城郡[88]
- 全羅南道／全羅北道＝全州＋羅州（旧全羅道）[89]
  - 茂朱郡＝茂豊県＋朱渓県[90]
- 慶尚南道／慶尚北道＝慶州＋尚州（旧慶尚道）[91]
  - 昌原市＝義昌県＋会原県[92]
- 江原特別自治道＝江陵＋原州[93]

## 北朝鮮
- 羅先特別市＝羅津＋先鋒
- 開城特別市
  - 開豊区域＝開城＋豊徳
- 江原道＝江陵＋原州（江陵および原州はいずれも現在は大韓民国領内）
- 黄海南道／黄海北道＝黄州＋海州
  - 長豊郡＝長湍郡＋開豊郡（開豊郡＝開城郡＋豊徳郡）
  - 松禾郡＝青松県＋嘉禾県
- 平安南道／平安北道＝平壌＋安州
- 咸鏡南道／咸鏡北道＝咸興＋鏡城
- 慈江道＝慈城郡＋江界市
- 両江道＝鴨緑江＋豆満江（両“江”）

## アメリカ合衆国
- テクサーカナ（テキサス州・アーカンソー州）＝テキサス州（Texas）＋アーカンソー州（Arkansas）＋ルイジアナ州（Louisiana）[94]